# Moron distigma
Moron distigma là một loài bọ cánh cứng trong họ Cerambycidae.